# Kent (fleuve)
Pour les articles homonymes, voir Kent (homonymie).
Le Kent est un fleuve côtier du comté de Cumbria au nord-ouest de l'Angleterre. Il prend sa source dans les collines qui entourent la paroisse civile de Kentmere et se jette dans la mer d'Irlande 32 km plus loin au niveau de la ville d'Arnside.